# Bromuro de oro (III)
El bromuro de oro (III) es un sólido cristalino de color rojo oscuro a negro cuya fórmula empírica es AuBr3. Pero existe como dímero con la fórmula molecular Au2Br6, en la que dos átomos de oro están unidos por un puente de dos átomos de bromo. Se conoce comúnmente como bromuro de oro (III),  tribromuro de oro y, en raras ocasiones, pero tradicionalmente, como bromuro áurico y, a veces, como hexabromuro de dioro. Los tribromuros análogos de cobre o plata no existen. 

## Historia
La primera mención de la investigación o el estudio de los haluros de oro se remonta a principios o mediados del siglo XIX, y hay tres investigadores principales que destacan por su exhaustiva labor en este campo de la química: Thomsen, Schottländer y Krüss. 

## Estructura
El bromuro de oro (III) adopta estructuras vistas similares a las del cloruro, otro compuesto trihalogenado dimérico de oro (III). Los centros de oro presentan una coordinación plana cuadrada con ángulos de enlace de aproximadamente 90°.  
Los cálculos muestran que en las formas de oro monoméricas, el efecto Jahn-Teller causa diferencias en la estructura de los complejos de haluro de oro. Por ejemplo, el  bromuro de oro (III) tiene una larga y dos cortas relaciones de oro-bromuro, mientras que el cloruro de oro(III)  y el fluoruro de oro (III)  tienen dos largas y una corta relación de oro-halógeno. Además, el bromuro de oro (III) no tiene la misma organización alrededor del centro de oro que el cloruro o el trifluoro de oro. En los demás, la coordinación adopta una forma T, pero en el tribromuro de oro, la coordinación es más como un equilibrio entre las formas T e Y. Este cambio en la coordinación se debe al efecto Jahn-Teller, pero más aún a la disminución de la retrodonación π de los átomos de oro con los ligandos de bromo en comparación con la unión retrodonación π encontrada con los ligandos de flúor y cloro. También es esta disminución de la retrodonación π lo que explica por qué el tribromuro de oro es menos estable que sus contrapartes trifluoruro y tricloruro.

## Preparación
La forma más común de sintetizar bromuro de oro (III) es calentar oro y exceso de bromo líquido a 140 °C:
2 Au + 3 Br
2 → Au
2Br
6
Alternativamente, la reacción de intercambio de haluro de cloruro de oro (III) con ácido bromhídrico también ha demostrado ser exitosa en la síntesis de bromuro de oro (III):
Au
2Cl
6 + 6 HBr → 6 HCl + Au
2Br
6

## Propiedades químicas
El oro (III) muestra una geometría de coordinación plana cuadrada. 
Los trihaluros de oro (III) forman una variedad de aductos de cuatro coordenadas.  Un ejemplo es el hidrato AuBr
3·H2O. Otro aducto bien conocido es el de tetrahidrotiofeno .  El tetrabromuro también se conoce como:
HBr + AuBr
3 → H+
[AuBr
4]−

### Química catalítica
El bromuro de oro (III) cataliza una gran variedad de reacciones. En un ejemplo, cataliza la reacción de Diels-Alder de una unidad enina y un carbonilo. 
Otro uso catalítico del tribromuro de oro es en la reacción de sustitución nucleofílica de alcoholes propargílicos. En esta reacción, el complejo de oro actúa como agente activador del alcohol para facilitar la sustitución. 

### Detección de ketamina
El bromuro de oro (III) se puede utilizar como reactivo de prueba para detectar la presencia de ketamina. 
Se prepara una solución marrón amarillenta con 0,25 % de AuBr3 en 0,1 M de NaOH. A una placa de reacción se añaden dos gotas de esta disolución y se añade una pequeña cantidad de ketamina. La mezcla adquiere un color púrpura intenso en aproximadamente un minuto, que se transforma en negro con un tono púrpura en aproximadamente dos minutos.
El paracetamol, el ácido ascórbico, la heroína, la lactosa, el manitol, la morfina y la sacarosa provocan un cambio de color instantáneo a púrpura, al igual que otros compuestos con grupos fenol e hidroxilo.
Nada de lo comúnmente encontrado junto con ketamina producía el mismo cambio de color en el mismo tiempo.
"El color púrpura inicial puede deberse a la formación de un complejo entre el oro y la ketamina. Se desconoce la causa del cambio de color de púrpura a púrpura negruzco oscuro; sin embargo, puede deberse a una reacción redox que produce una pequeña cantidad de oro coloidal ". 